# Ferdinand Kiefler
Ferdinand Kiefler (* 4. August 1913 in Wien; † 13. Januar 1945 in Liblar bei Köln) war ein österreichischer Handballspieler.

## Leben
Kiefler war Mitglied der österreichischen Mannschaft bei den Olympischen Sommerspielen 1936 in Berlin. Mit seiner Mannschaft holte er im Feldhandball die Silbermedaille, nachdem man zuvor gegen Rumänien, die Schweiz und Ungarn gewonnen hatte. Österreich unterlag im Finale Deutschland mit 10 : 6. Kiefler starb 1945 bei Kämpfen in Erftstadt-Liblar bei Köln.